# Малый слепыш
Малый слепыш (лат. Nannospalax leucodon) — небольшое млекопитающее семейства слепышовых.

## Описание
Малый слепыш длиной от 15 до 24 сантиметров. Мягкая шерсть на спине охристо-бурого, на брюхе — тёмно-серого окраса. У животного нет ни ушных раковин, ни хвоста, глаза скрыты под слоем кожи. От носа до места, где скрыты глаза, проходит светлая полоса из щетины. 

## Распространение
Малый слепыш обитает в Юго-Восточной Европе, Малой Азии и Ливии. Первоначально он был степным жителем, тем не менее, как гемерофил вид обитает также на полях, лугах и пашнях. В горах он был найден на высоте 2400 м над уровнем моря.

## Образ жизни
Животные активны как днём, так и ночью. Они копают норы длиной до 100 м и глубиной до 4 м. Они устраивают в них специальные кладовые, гнездовые камеры и даже специальные отхожие места. 
Ведут преимущественно одиночный образ жизни, не впадают в зимнюю спячку, очень редко поднимаются на поверхность земли, и то только ночью.

## Питание
Питаются корнями, клубнями и продуктами полеводства. Большие любители луковичных растений, поэтому свои норы прокладывают в горных степях, где питаются корнеплодами. 

## Размножение
Период размножения длится с марта по июнь. Самка рождает один раз в год от 1 до 6, как правило, 3—4 детёнышей, которых кормит молоком около 4-х недель и отлучает от себя на втором месяце жизни.